# Врятуй і збережи (мультфільм)
«Вряту́й і збережи́» — український анімаційний фільм 2008 року студії Укранімафільм, автор сценарію та режисер — Євген Сивокінь.

## Сюжет
Фільм про непрості взаємини героя та його янгола-охоронця.

Кадр з мультфільму «Врятуй і збережи»

## Над фільмом працювали
- Автор сценарію, режисер та художник-постановник: Євген Сивокінь;
- Оператор: Анатолій Гаврилов;
- Композитор: Вадим Храпачов;
- Звукорежисер: Андрій Обод;
- Аніматори: О. Блажевський, Марина Корольова, Олександр Лавров, Андрій Слєсаревський, Євген Сивокінь;
- Художник: Олена Короткевич;
- Асистент режисера: Людмила Скройбіж;
- Монтаж: Юна Срібницька (у титрах Ю. Сребницька);
- Оператор відеозйомки: Г. Ніконова;
- Редактор: Світлана Куценко;
- Керівник знімальної групи: В'ячеслав Кілінський;
- Установник кольору: Л. Фейферова;
- Фільм знято на кіноплівці "Kodak".
- Обробка - Національний центр Олександра Довженка, лабораторія обробки кіноматеріалів.